# 新潟県幼稚園の廃園一覧
新潟県幼稚園の廃園一覧（にいがたけんようちえんのはいえんいちらん）は、新潟県内の廃園となった幼稚園の一覧。対象となるのは、学制改革（1947年）以降に廃園となった幼稚園、及び分園である。園名は廃園当時のもの。廃園時に幼稚園（分園）が所在していた自治体がその後、合併により消滅している場合は、現行の自治体に含む。その他、現在休園中の県内の幼稚園や分園も事実上廃園となっているものが多いため、参考として本項に記載する。
（）内は、廃園になった年（もしくは、休園の措置が取られた年）、統合先の幼稚園など。明確な月日が記載されていないものは、3月31日付の廃園とする。

## 新潟市
- みのり幼稚園
- 敬和幼稚園（1975年）[1]
- 豊田城幼稚園（1994年）[2]
- 藤見幼稚園〈旧〉（2009年認定こども園藤見幼稚園〈新〉へ移行）[3]
- 寺尾幼稚園〈初代〉（2010年認定こども園寺尾幼稚園〈2代目〉となり、2015年こりす保育園と統合し認定こども園寺尾幼稚園〈3代目〉へ）[4]
- ノートルダム幼稚園〈旧〉（2010年認定こども園ノートルダム幼稚園・保育園となり、2015年幼保連携型認定こども園ノートルダム幼稚園・保育園〈新〉へ移行）[5]
- 坂井輪東幼稚園〈旧〉〈2013年認定こども園坂井輪東幼稚園〈新〉へ移行）[6]
- 新潟聖園マリア幼稚園（2014年）[7]
- 豊栄幼稚園（2015年ことり保育園と統合し小鳥の森こども園へ）[8]
- 恵光学園第2幼稚園〈旧〉（2015年認定こども園恵光学園第2幼稚園恵光保育園へ移行）[9]
- 恵泉幼稚園（2015年幼保連携型認定こども園恵泉幼稚園〈現：恵泉こども園〉へ移行）[10]
- 栄光幼稚園（2016年幼稚園型認定こども園栄光幼稚園となり、2021年幼保連携型認定こども園栄光こども園へ移行）[10]
- 愛泉幼稚園（2017年幼保連携型認定こども園愛泉幼稚園〈現：愛泉こども園〉へ移行）[10]
- 亀田カトリック幼稚園〈旧〉（2018年幼稚園型認定こども園亀田カトリック幼稚園〈新〉へ移行）[11]
- 恵光学園第1幼稚園〈旧〉（2019年認定こども園恵光学園第1幼稚園〈新〉へ移行）[9]
- ひのまる幼稚園〈2020年認定こども園ひのまる幼稚園〈新〉へ移行）[12]
- 蒲原幼稚園（2021年）[13]
- 豊栄マリア幼稚園（2021年）[14]
- 新津カトリック幼稚園〈旧〉（2021年認定こども園新津カトリック幼稚園〈新〉へ移行）[15]
- 白根カトリック幼稚園〈旧〉（2021年幼保連携型認定こども園白根カトリック幼稚園〈新〉へ移行）[16]
- 新潟市立小合東幼稚園（2022年）[17]
- 新潟市立新津第二幼稚園（2022年）[18]
- 坂井輪幼稚園〈旧〉（2022年認定こども園坂井輪幼稚園〈新〉へ移行）[19]
- 松浜あゆみ幼稚園（2022年8月30日）[20]
- 新潟市立市之瀬幼稚園（2023年）[21]
- 新潟市立小須戸幼稚園（2023年）[22]

## 長岡市
- 長岡市立神照東幼稚園（2010年神照幼稚園へ統合）
- 太陽幼稚園〈旧〉（2010年幼保連携型認定こども園太陽幼稚園・おひさま保育園へ移行）[23]
- 帝京長岡幼稚園〈旧〉（2015年認定こども園帝京長岡幼稚園〈新〉へ移行）[24]
- 中沢白ゆり幼稚園〈旧〉（2021年[14]幼保連携型認定こども園中沢白ゆり幼稚園〈新〉[25]へ移行）

## 三条市
- 三条市立南幼稚園（2012年）[26]
- 聖公会聖母幼稚園（2015年聖公会聖母こども園へ移行）[27]
- 三条みのり幼稚園（2016年）[28]
- 三条若葉幼稚園（2018年）
- 松葉幼稚園〈旧〉（2018年幼保連携型認定こども園松葉幼稚園〈新〉へ移行）[29]
- インマヌエル・ルーテル幼稚園〈旧〉（2021年幼稚園型認定こども園インマヌエル・ルーテル幼稚園〈新〉へ移行）[30]
- 三条白百合幼稚園〈旧〉（2024年認定こども園三条白百合幼稚園〈新〉へ移行[31]）

## 柏崎市
- 新潟県立柏崎常盤高等学校付属幼稚園（2000年）[32]
- 柏崎カトリック白百合幼稚園〈旧〉（2010年幼稚園型認定こども園柏崎カトリック白百合幼稚園〈新〉へ移行）[33]
- 小鳩幼稚園〈旧〉（2016年幼稚園型認定こども園小鳩幼稚園〈新〉へ移行）[34]

## 新発田市
- 新発田市立新発田幼稚園（2011年）[35]
- あやめ幼稚園〈2014年あやめこども園へ移行〉[36]
- 東幼稚園〈旧〉（2016年認定こども園東幼稚園〈新〉へ移行）[37]
- 新発田市立西園幼稚園（2020年）[35]
- 新発田市立加治川幼稚園（2021年）[35]

## 小千谷市
- つくし幼稚園〈旧〉（2016年幼保連携型認定こども園つくし幼稚園〈新〉へ移行）[38]

## 十日町市
- むつみ幼稚園（2016年むつみ保育園と統合しむつみこども園へ）[39]
- 愛宕幼稚園〈旧〉（2016年幼稚園型認定こども園愛宕幼稚園となり[40]、2022年幼保連携型認定こども園愛宕幼稚園〈新〉へ移行[41]）

## 見附市
- 今町天使幼稚園（2010年認定こども園今町天使幼稚園・えんぜる保育園となり、2016年幼保連携型認定こども園今町天使幼稚園・えんぜる保育園へ移行、2021年えんぜる保育園と統合しホップこども園へ）[42]
- 見附天使幼稚園〈旧〉（2018年認定こども園見附天使幼稚園〈新〉へ移行）[43]

## 村上市
- あらかわ幼稚園

## 燕市
- 燕市立燕北幼稚園（2021年燕東幼稚園へ統合）[44]
- 燕市立燕東幼稚園（2024年）[45]

## 糸魚川市
- 糸魚川カトリック天使幼稚園〈旧〉（2015年認定こども園糸魚川カトリック天使幼稚園〈新〉へ移行）[46]
- 糸魚川幼稚園〈旧〉（2016年認定こども園糸魚川幼稚園〈新〉へ移行）[47]

## 五泉市
- エービーシー幼稚園〈旧〉（2017年認定こども園エービーシー幼稚園〈新〉へ移行）[48]
- 村松幼稚園（2020年村松第1保育園と統合し村松こども園へ）[49]

## 上越市
- たちばな幼稚園（2012年たちばなカンガルー乳児保育園と統合したちばな認定こども園へ）[50]
- ひがし幼稚園（2016年）[51]
- 聖公会聖上智幼稚園（2016年聖上智オリーブこども園へ移行）[52]
- たちばな春日幼稚園（2019年たちばな乳児保育園と統合したちばな春日認定こども園へ）[50]
- 真行寺幼稚園〈旧〉（2022年幼稚園型認定こども園真行寺幼稚園〈新〉へ移行）[53]
- いずみ幼稚園（2023年[54]いずみIアイこども園[55]へ移行）
- 明照幼稚園〈旧〉（2023年幼保連携型認定こども園明照幼稚園〈新〉へ移行）[56]

## 阿賀野市
- 日章幼稚園〈旧〉（2021年認定こども園日章幼稚園〈新〉へ移行）[57]
- ひまわり幼稚園〈旧〉（2021年認定こども園ひまわり幼稚園〈新〉へ移行）[58]
- 阿賀野市安田幼稚園（2023年）[59]

## 佐渡市
- 佐渡市立あいかわ幼稚園（2022年佐渡市立相川保育園と統合しあいかわこども園へ）[60]

## 魚沼市
- 守門幼稚園（2016年守門保育園と統合しすもんこども園へ）

## 胎内市
- 中条聖心幼稚圃（2012年聖心こども園へ移行）[61]
- 胎内市立本条幼稚園（2014年胎内市立若宮保育園および胎内市立柴橋保育園と統合し胎内市立中条すこやかこども園へ）[62]

## 北蒲原郡
- 聖籠町立藤寄幼稚園（1987年蓮野幼稚園へ統合）[63]
- 聖籠町立蓮野幼稚園（2005年聖籠町立蓮野こども園へ移行、2022年閉園[64]）